# Olivier Hekster
Olivier Joram Hekster (Leiden, 8 mei 1974) is een Nederlandse historicus en hoogleraar Oude Geschiedenis aan de Radboud Universiteit Nijmegen.

## Levensloop
Hekster studeerde van 1992 tot 1998 Geschiedenis en Romeinse Geschiedenis aan de universiteiten van Nijmegen, Rome en Nottingham. Van 1998 tot 2001 deed hij promotieonderzoek aan het Brasenose College, een van de constituerende colleges van de Universiteit van Oxford en de Katholieke Universiteit Nijmegen. In 2002 promoveerde hij - cum laude - op het proefschrift Commodus. An Emperor at the Crossroads. Hiervoor ontving hij in 2003 ook de Keetje Hodshon-prijs van de Koninklijke Hollandsche Maatschappij der Wetenschappen. 
Van 2001 tot 2004 was Hekster achtereenvolgens Lecturer in Ancient History aan Wadham College Oxford en Fellow and Tutor of Ancient History aan Merton College Oxford. In 2004 werd hij benoemd als Van der Leeuw-professor Oude Geschiedenis te Nijmegen. Van 2005 tot 2010 was hij lid van De Jonge Akademie (KNAW) en sinds 2006 is hij voorzitter van het internationale netwerk Impact of Empire. Tussen 2007 en 2015 was hij leerstoelhouder Oude Geschiedenis aan de Radboud Universiteit. 
Hekster onderzoekt de rol van ideologie in de Romeinse oudheid. Hij kijkt met name naar beeldvorming van Romeinse keizers. Nadruk ligt hierbij op de verschillende media waarmee de keizers hun macht verbeeldden (zoals munten, inscripties, portretten en bouwwerken) en op hoe de bevolking van het Romeinse Rijk hierop reageerde. Verdere onderzoeksinteresses zijn theater en gladiatorenspelen in de oudheid en de geschiedenis van de stad Rome.
Op 30 april 2020 werd hij verkozen tot lid van de Koninklijke Nederlandse Akademie van Wetenschappen (KNAW).
Hekster is een broer van de journaliste Kysia Hekster.

## Prijs
In 2017 won Hekster de Ammodo KNAW award.

## Publicaties
- Emperors and ancestors: Roman Rulers and the Constraints of Tradition (Oxford Studies in Ancient Culture and Representation). Oxford; Oxford University Press 2015.
- Met C.J.H.Jansen (Eds.): De wereld van Hadrianus. Nijmegen, Vantilt 2015
- Met H. van Dolen & F. Meijer:Te Wapen! Acht spraakmakende veldspraken uit de oudheid. Amsterdam: Athenaeum-Polak & Van Gennep 2015.
- Met C.J.H.Jansen (Eds.): Constantijn de Grote. Traditie en verandering. Nijmegen, Vantilt 2012.
- Met T. Kaizer (Eds.): Roman Frontiers. Proceedings of the Ninth Workshop of the International Network Impact of Empire (Impact of Empire, 11). Leiden/Boston, Brill 2011
- Met S.T.A.M. Mols (Eds.): Cultural Messages in the Graeco-Roman World. Acta of the BABESCH 80th Anniversary Workshop Radboud University Nijmegen, September 8th 2006 (Supplement BABESCH, 15). Leuven, Peeters 2010
- Met S. Schmidt-Hofner und C. Witschel (Eds.), Ritual Dynamics and Religious Change in the Roman Empire. Proceedings of the Eighth Workshop of the International Network Impact of Empire (Impact of Empire, 9). Leiden/Boston, Brill 2009
- Romeinse keizers. De macht van het imago. Amsterdam, Bert Bakker. 2009.
- Rome and Its Empire, AD 193-284. Edinburgh, Edinburgh University Press. 2007.
- Met E.M. Moormann: Ooggetuigen van het Romeinse Rijk. Amsterdam, Bert Bakker 2008.
- Met G. de Kleijn-Eijkelestam, & Slootjes, D. (Eds.): Crises and the Roman Empire. Proceedings of the seventh workshop of the international network impact of Empire (Impact of empire, 7). Leiden, Brill 2007
- Met R. Fowler (Eds.): Imaginary kings. Royal Images in the Ancient Near East, Greece and Rome (Oriens et Occidens, 11). Stuttgart, Franz Steiner Verlag 2005, ISBN 3-515-08765-6
- Met L. de Blois, Erdkamp, P.P.M., Kleijn-Eijkelestam, G. de & Mols, S.T.A.M. (Eds.): The *Representation and Perception of Roman Imperial Power. Proceedings of the Third Workshop of the International Network Impact of Empire. (Impact of empire, 1) Amsterdam, Gieben 2003
- Commodus: An Emperor at the Crossroads. Amsterdam, Gieben 2002.